# Mareos

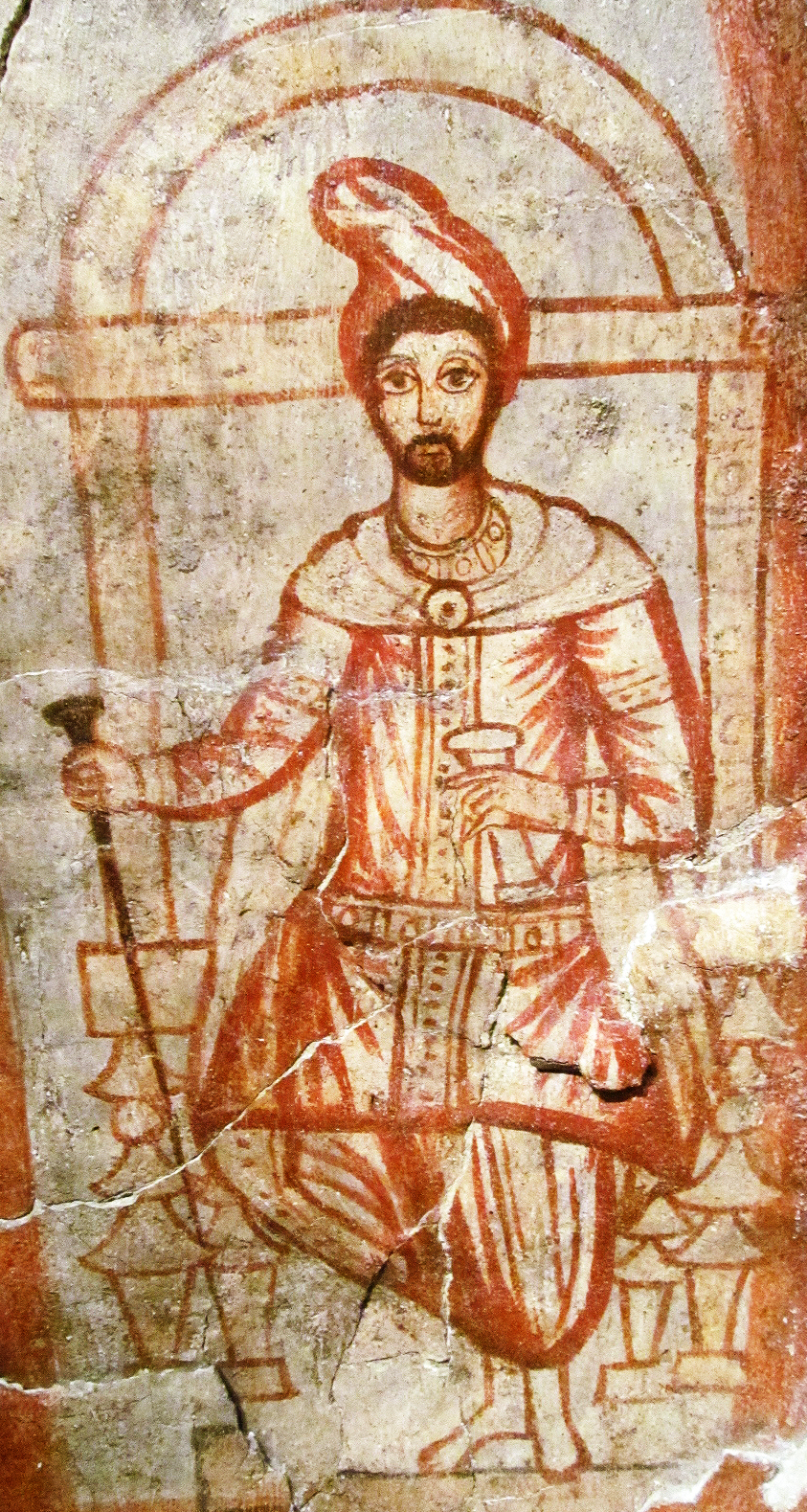
Malerei aus dem Mithräum

Mareos (oder Mareinos) war ein antiker Maler, der von seiner Signatur im Mithräum von Dura Europos bekannt ist. Die dortigen Malereien werden in die Mitte des dritten Jahrhunderts n. Chr. datiert.
Die kurze Inschrift lautet: Zum Heil von Mareos, den Maler (Νάμα Μαρέῳ ζωγράφῳ). Die Malereien im Mithräum sind relativ gut erhalten, werden aber von den meisten modernen Autoren als qualitativ nicht sonderlich hochstehend beschrieben. Er mag ein lokaler Künstler gewesen sein, der nur begrenzte Fähigkeiten hatte. Bei einem auswärtigen Maler würde man eine bessere Qualität der Arbeiten erwarten. Mareos wird in der kurzen Inschrift gesegnet, wobei das Wort nama benutzt wird. Dieses Wort ist persischen Ursprungs und wird häufig im Mithraskult als besonders feierliche Segensformel im Sinne von „zum Heil...“ genutzt. Mareos war also mit hoher Wahrscheinlichkeit ein Anhänger dieses Gottes.